# Diecéze špýrská
Diecéze špýrská (latinsky Dioecesis Spirensis) je německá katolická diecéze v západní části země, která zahrnuje části Porýní-Falce a Sárska. Sídlem biskupa je katedrála Panny Marie a svatého Štěpána ve Špýru.

## Historie
Diecéze špýrská je jednou z nejstarších katolických diecézí v Německu. Nejstarší doklady potvrzují jeho existenci v roce 346. V 8. století bylo podřízeno metropoli Mohuči. Ve středověku získalo biskupství plnou politickou nezávislost a stalo se biskupským knížectvím. Tento stav trval až do konce 18. století. V roce 1795 obsadila francouzská vojska biskupství, které bylo následně sekularizováno.
Bavorským konkordátem z roku 1817 se špýrská diecéze stala součástí nově vytvořené metropole Bamberk.

## Biskupové
- Diecézní biskup: Karl-Heinz Wiesemann
- Pomocný biskup: Otto Georgens

## Administrativní oddělení
Diecéze špýrská se skládá z 10 děkanátů:
|    | Název                  |
| -- | ---------------------- |
| 1  | Děkanát Bad Dürkheim   |
| 2  | Děkanát Donnersberg    |
| 3  | Děkanát Germersheim    |
| 4  | Děkanát Kaiserslautern |
| 5  | Děkanát Kusel          |
| 6  | Děkanát Landau         |
| 7  | Děkanát Ludwigshafen   |
| 8  | Děkanát Pirmasens      |
| 9  | Děkanát Saarpfalz      |
| 10 | Děkanát Speyer         |